# 全球入境

全球入境计划logo

全球入境是美國海關及邊境保衛局的一项快速通关计划。此計劃可讓已事先申請審查合格的低风险旅客抵達美國時的通關流程更為流暢和快捷， 减少人手和排队等候的时间。截至2017年10月，在美国54個機場及全球15個預美國境外預先清關的地點可使用全球入境。所有全球入境成员有权使用美国机场的TSA PreCheck快速安检服务。超过180万人通过它计划入境，每月约有50,000份新申请。

## 申请方法
要申请加入全球入境计划，申请人首先必须先向美國海關及邊境保衛局提交申请，然后等待面试以及背景调查，等待面试的过程可能需要数月的时间。申請費為100美元，无论是否通过均不会退还，即使申请者是婴儿或儿童。 面试期间，申请人将会被當場拍照並採集右手五指的指紋。一旦申请获得批准，申请人可以在全美任何支持全球入境的机场使用，有效期为5年，每次更新需要支付同样的费用。
持有NEXUS卡的美国、加拿大旅客自动拥有全球入境资格。

## 使用方法

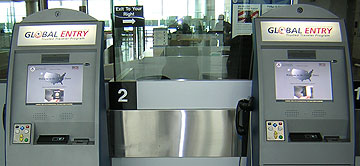
Global Entry kiosks

申请通过的旅客必须扫描他们的面部（在2021年前，旅客必须扫描他们的可機讀護照或绿卡、拍照并验证指纹）后，旅客必须在规定的时间内，完成电子化的海关申报，机器会自动打印出带有头像的白色通关纸片， 根据指示直接前往行李提領處，或前往检查室进行面谈。绝大多数旅客的行李免检， 不需面谈。领取行李后，可进入全球入境快速通道。在出口处， 递交白色通关纸片。

## 全球入境计划成员

全球入境计划成员

除了美国公民及美国永久居民，目前参与全球入境计划的成员：
| - 阿根廷 - 巴林 - 巴西 - 哥伦比亚 - 德国 | - 印度 - 墨西哥 - 荷蘭 - 巴拿马 - 新加坡 | - 瑞士 - 臺灣 - 英国 |

此外，
 加拿大：公民或永久居民不能直接申请全球入境，不过可以通过申请NEXUS在任何运营全球入境的地方使用该服务（并额外享受进入加拿大方向的快速入境服务）。美国公民或永久居民亦可申请此项目。

## TSA PreCheck
全球入境成员（以及NEXUS以及SENTRI）可以在所有參與TSA預檢航空公司使用，將他們的全球入境卡上的海關和邊境保護身份證號碼輸入他們的航班預訂信息或其“飛行常客” 號碼。